# Ophryacus smaragdinus
La víbora cornuda Esmeralda (Ophryacus smaragdinus) es una especie de reptil perteneciente a la familia Viperidae. 

## Clasificación y descripción
Ophryacus smaragdinus se puede distinguir de todos los demás especímenes en América del Norte mediante la combinación de los siguientes caracteres: ausencia de un cascabel; escalas subcaudales divididas; presencia de un cuerno supraocular que no está en contacto inmediato con el ojo; menos de 30 escamas interrictales; y usualmente menos de 10 supralabiales en cada lado de la cabeza. En las superficies laterales de la cabeza se observa una distintiva marca triangular de color blanco, crema o amarillo pálido, comenzando justo debajo de los suboculares y extendiéndose diagonalmente en los supralabiales quinto y sexto; esta marca pálida a menudo se extiende a los supralabiales séptimo y octavo (si están presentes). Las marcas pálidas secundarias también están presentes en los supralabiales primero y tercero, mientras que el color del segundo y cuarto supralabiales es el mismo que el color de la cabeza. Esta marca triangular de color pálido y las marcas secundarias pálidas asociadas son diagnósticas para esta especie, y cuando se ve material fotográfico es útil para distinguirlo de sus congéneres.

## Distribución
O. smaragdinus ha sido colectada en el este-centro de Hidalgo, oeste-centro de Veracruz, noreste de Puebla, y norte-centro de Oaxaca, donde su rango va a lo largo de las laderas húmedas del este de la Sierra Madre Oriental, desde al menos tan lejos como Zilacatipán, en el municipio de Huayacocotla, Veracruz, al sur hasta al menos San Martín Caballero, en el municipio de San José Tenango, Oaxaca. Su rango de distribución va de cerca de 1,400 m en Oaxaca, a al menos 2,340 m en Hidalgo y Veracruz.

## Hábitat
O. smaragdinus aparentemente está restringida a las laderas húmedas de barlovento de la Sierra Madre Oriental en el este de México. En el sur de Veracruz es aparentemente restringida a bosque de niebla, bosque de pino encino y bosque de pino, pero también ha sido encontrado en áreas perturbadas con vegetación secundaria. A pesar de que esta especie parece ser menos arbórea que O. undulatus en Guerrero y Oaxaca, ha sido colectada a una altura de 1 metro en arbusto bajos. Otros individuos han sido encontrados bajo troncos caídos en pilas de leña, en el suelo en la vegetación. Mientras que casi todos los individuos han sido encontrados en el día, un individuo de Veracruz fue encontrado cruzando una carretera a las 22:58 h durante un clima neblinoso.